# Blota Júnior
José Blota Jr., conhecido como Blota Jr., (Ribeirão Bonito, 3 de março de 1920 — São Paulo, 22 de dezembro de 1999) foi um advogado, apresentador, empresário, jornalista, locutor, político, roteirista e produtor de rádio e televisão brasileiro.

## Carreira na comunicação
Iniciou sua carreira jornalística aos 12 anos de idade, escrevendo para o jornal "Correio d'Oeste", de Ribeirão Bonito. Tentou por cinco vezes entrar para o rádio antes de ingressar na Cosmos, mudando-se depois para a Rádio Cruzeiro do Sul, onde foi diretor artístico. Em 1943, foi contratado pela Rádio Record, onde exerceu praticamente todas as funções, inclusive diretor de esportes e diretor artístico. Foi locutor da CBS e da NBC de Nova Iorque. Em 1949 formou-se na Turma 118 da Faculdade de Direito da Universidade de São Paulo. Quando da inauguração, em 1953, da TV Record, foi um dos apresentadores do show inaugural ao lado de sua esposa, Sonia Ribeiro. Foi também diretor-superintendente da Rádio Panamericana, atual Jovem Pan, e diretor-vice-presidente da fábrica de bicicletas Caloi. Nos anos 1980, foi um dos sócio-fundadores da TV Princesa d'Oeste.
Ao longo das suas seis décadas de carreira, Blota Jr. apresentou quase duzentos programas diferentes no rádio e na TV. Com Sonia Ribeiro, era o mestre de cerimônias do Troféu Roquette Pinto, do qual foi o criador, do "Show do Dia 7" e dos festivais da Música Popular Brasileira na TV Record. Apresentou programas também na TV Rio, TV Gaúcha, TV Tupi, TV Bandeirantes e SBT. Ainda trabalhou na Copa do Mundo de Futebol de 1974 e nos Jogos Olímpicos de 1988. Foi vice-presidente da Associação dos Pioneiros da Televisão, hoje Pró-TV, presidente da Associação de Funcionários das Emissoras Unidas, AFEU, e presidente da Associação dos Cronistas Esportivos do Estado de São Paulo, ACEESP.

## Carreira política
Na política, atuou como deputado estadual, cumprindo três mandatos, e deputado federal (1975-1979), sendo 
vice-líder e líder do governo na Câmara. Foi também o primeiro secretário de Esportes e Turismo do Estado de São Paulo, em 1965. Seu último cargo público foi o de secretário de Informação e Comunicações do Estado de São Paulo, entre 1979 e 1981.

## Vida pessoal
Blota Júnior era irmão de Geraldo Blota e de Gonzaga Blota. Tornou-se viúvo, em 1987, de Sonia Ribeiro, com quem teve três filhos: José Blota Neto, José Francisco, Sonia Ângela, além de oito netos, dentro os quais os repórteres Sonia Blota e Christiano Blota.
Blota Júnior morreu em 22 de dezembro de 1999, aos 79 anos, no Hospital Sírio Libanês, em São Paulo. A morte foi causada por insuficiência respiratória, consequência de uma pneumonia.

## Prêmios e indicações

### Troféu Roquette Pinto
| Ano  | Categoria                 | Indicação    | Resultado |
| ---- | ------------------------- | ------------ | --------- |
| 1963 | Melhor Apresentador de TV | Blota Júnior | Venceu    |

## ligações externas
- Blota Júnior. no IMDb.